# Sit! Stay! Wait! Down!/Love Story
「Sit! Stay! Wait! Down!/Love Story」（シット・ステイ・ウェイト・ダウン／ラブ・ストーリー）は、日本の元女性歌手・安室奈美恵の38作目のシングル。

## 解説
前作「NAKED/Fight Together/Tempest」から約4か月での発売・2011年第2弾となるシングル。表題曲2曲のほか、カップリング曲として新曲2曲が収録されており、初の4曲入りシングルとなった。なお、カップリング曲の収録は2007年4月4日に発売された「FUNKY TOWN」以来約4年8か月ぶりである。
「Sit! Stay! Wait! Down!」・「Love Story」は共に月9ドラマ『私が恋愛できない理由』のタイアップ楽曲。月9ドラマへの起用は、「CAN YOU CELEBRATE?」以来約14年9か月ぶりとなる。ドラマには第9話に本人役でゲスト出演し、「Love Story」を歌唱した。なお、ドラマの撮影については2011年に開催されたアリーナツアー『namie amuro LIVE STYLE 2011』を参照。配信総数300万ダウンロードを突破。
劇中歌の「Sit! Stay! Wait! Down!」は、「WILD」以来となったT.Kura & michicoプロデュースのダンスナンバー。当初の発表では「Love Story」と共にこの楽曲にもMVが制作され、DVDに収録される予定だった。
主題歌の「Love Story」は、初のT-SKプロデュースのバラード。MVはロンドンで撮影された。2013年8月に石原さとみ、松坂桃李出演のNTTドコモ「dヒッツ」のCMソングに起用された。
カップリング曲2曲のうち「Higher」は、Nao'ymtプロデュースのダンスナンバーで、アリーナツアー『namie amuro LIVE STYLE 2011』にて既に披露されていた楽曲。日本コカ・コーラ「コカ・コーラ ゼロ」のCMソングとして一部地域で放送されていた。
そして、もう1曲の「arigatou <thank the world for LOVE... gift song for 2011>」は、T.Kura & michicoプロデュースのバラード。「NAKED」に引き続きコーセー「ESPRIQUE」のCMソング（2013年12月には「Love Story」が同CMに起用されている）。CMではアカペラで歌唱。アリーナツアー『namie amuro LIVE STYLE 2011』のアンコールで披露されていた。また、本作の発売日に安室自身のオフィシャルFacebookページにて2012年4月2日までの期間限定でフリーダウンロード配信が行われた。
「arigatou」は翌2012年に発売されたオリジナル・アルバム『Uncontrolled』には収録されず、ベストアルバム『Finally』にて6年越しで初収録となった（ただし、「Sit! Stay! Wait! Down!」「Love Story」と共にニュー・レコーディング音源で収録）。「Higher」はアルバム未収録となっており、このシングルのみで聴くことができる。
先着購入特典は安室奈美恵オリジナルX'masカード。

## 記録
「Love Story」（#2）は、11月2日から着うた配信が行われ、「Sit! Stay! Wait! Down!」と共にレコチョクのランキング史上初の2週連続ワンツーフィニッシュを飾った。また、着うた部門と着信ムービー部門でも年間1位を獲得した。

## 収録曲

### CD
1. Sit! Stay! Wait! Down!
作詞：michico
作曲：T.Kura & michico
編曲 : T.Kura
フジテレビ系月9ドラマ『私が恋愛できない理由』劇中歌
2. Love Story
作詞：TIGER
作曲：T-SK, TESUNG Kim, Liv NERVO, Mim NERVO
編曲 : T-SK
フジテレビ系月9ドラマ『私が恋愛できない理由』主題歌
NTTドコモ「dヒッツ」CMソング（「涙」篇）
コーセー「ESPRIQUE」CMソング
3. Higher
作詞・作曲・編曲：Nao'ymt
日本コカ・コーラ「コカ・コーラ ゼロ」CMソング（一部地域）
4. arigatou <thank the world for LOVE... gift song for 2011>
作詞：michico
作曲：T.Kura & michico
編曲 : T.Kura
ストリングスアレンジ：Tatsuya Maruyama
コーセー「ESPRIQUE」CMソング
5. Sit! Stay! Wait! Down! (Instrumental)
6. Love Story (Instrumental)
7. Higher (Instrumental)

### DVD
1. Love Story (Music Video)
ディレクター：川村ケンスケ